# Innsbruck Hauptbahnhof
La Estación Central de Innsbruck (en alemán Innsbruck Hauptbahnhof) es la principal estación de ferrocarril de Innsbruck, la capital del estado federado austriaco del Tirol. Inaugurada en 1858, es una de las estaciones ferroviarias más concurridas del país con alrededor de 25.000 pasajeros diarios.
La estación es propiedad y está operada por los Ferrocarriles Federales Austriacos (ÖBB). Forma el cruce del ferrocarril del Arlberg a Bregenz, el ferrocarril del Brennero a Italia, el ferrocarril de Mittenwald a la región alemana de Allgäu, el ferrocarril del Valle de Stubaital y la principal arteria del ferrocarril de Kufstein–Innsbruck.